# Bitola
Bitola (mazedonisch Битола) ist mit 71.890 Einwohnern die drittgrößte Stadt Nordmazedoniens. Sie bildet ein administratives, wirtschaftliches, kulturelles und politisches Zentrum im südlichen Teil des Landes. Dazu ist Bitola der Verwaltungssitz der gleichnamigen Opština, die 91.983 Einwohner hat.

## Geographie

### Lage
Bitola liegt im Südwesten des Landes auf 615 m. i. J. am Dragor, der die Stadt in eine Nord- und in eine Südhälfte teilt. 15 km westlich der Stadt befindet sich der Gebirgszug Baba mit der Bergspitze Pelister (2601 m. i. J.), wo eine Mineralwasserquelle entspringt. 1948 wurde ein 12.500 ha großes Gebiet bei diesem Gebirge zum Nationalpark erklärt.
Südlich liegt der bedeutende archäologische Fundplatz Heracleia Lyncestis.
Die Entfernung zur nördlich gelegenen Hauptstadt Skopje beträgt 169 km, nach Ohrid im Westen sind es 70 km.

### Klima
In der Umgebung herrscht ein Übergangsklima zwischen kontinental und mediterran. Die Sommer sind meist niederschlagsarm und warm, die Winter niederschlagsreich und kalt.
|                       | Jan  | Feb  | Mär  | Apr  | Mai  | Jun  | Jul  | Aug  | Sep  | Okt  | Nov  | Dez  |   |       |
| Mittl. Tagesmax. (°C) | 3,3  | 6,5  | 11,3 | 16,5 | 21,7 | 25,9 | 28,6 | 28,5 | 24,8 | 18,3 | 11,5 | 5,3  | ⌀ | 16,9  |
| Mittl. Tagesmin. (°C) | −4,5 | −2,3 | 1,3  | 5,0  | 8,7  | 11,7 | 13,1 | 12,8 | 9,9  | 5,6  | 1,7  | −2,6 | ⌀ | 5,1   |
|                       |      |      |      |      |      |      |      |      |      |      |      |      |   |       |
| Niederschlag (mm)     | 50,1 | 49,9 | 51,2 | 43,8 | 61,0 | 40,4 | 40,2 | 31,2 | 35,0 | 55,9 | 73,2 | 68,0 | Σ | 599,9 |
|                       |      |      |      |      |      |      |      |      |      |      |      |      |   |       |
| Sonnenstunden (h/d)   | 2,6  | 3,8  | 5,0  | 6,6  | 8,1  | 9,7  | 10,8 | 10,1 | 8,0  | 5,7  | 3,7  | 2,4  | ⌀ | 6,4   |
|                       |      |      |      |      |      |      |      |      |      |      |      |      |   |       |
| Regentage (d)         | 8    | 8    | 8    | 7    | 8    | 6    | 5    | 4    | 5    | 6    | 8    | 9    | Σ | 82    |
|                       |      |      |      |      |      |      |      |      |      |      |      |      |   |       |
| Luftfeuchtigkeit (%)  | 83   | 78   | 71   | 65   | 65   | 60   | 56   | 57   | 64   | 72   | 79   | 83   | ⌀ | 69,4  |

| −4,5 |

| −2,3 |

| 1,3 |

| 5,0 |

| 8,7 |

| 11,7 |

| 13,1 |

| 12,8 |

| 9,9 |

| 5,6 |

| 1,7 |

| −2,6 |

| −4,5 |

| −2,3 |

| 1,3 |

| 5,0 |

| 8,7 |

| 11,7 |

| 13,1 |

| 12,8 |

| 9,9 |

| 5,6 |

| 1,7 |

| −2,6 |

### Bevölkerung

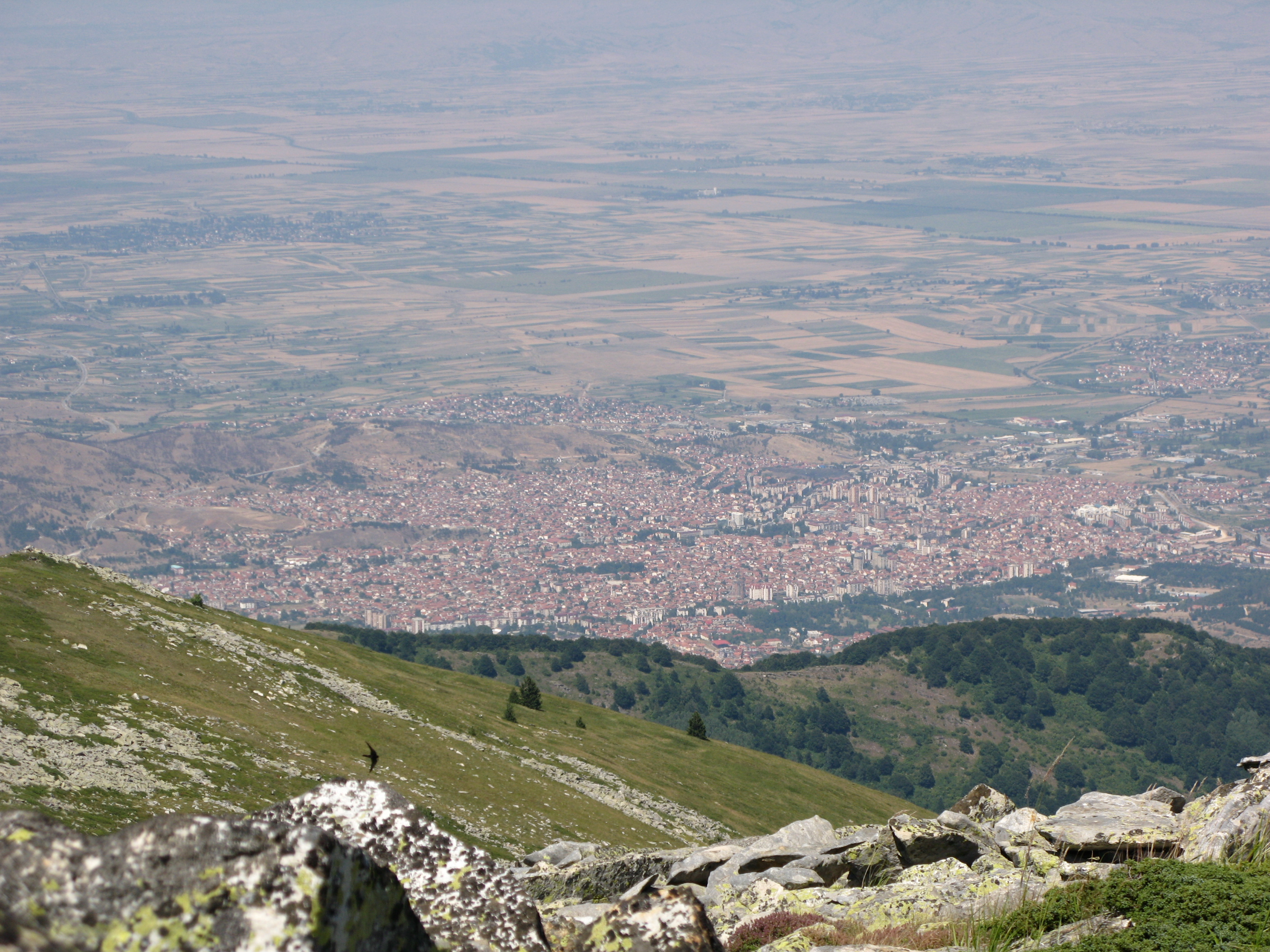
Blick vom Baba-Gebirge auf Bitola

In der Stadt selbst leben 74.550 Menschen, welche sich in folgende Ethnien einteilten:
- Mazedonier: 69.255
- Albaner: 2.399
- Türken: 1.392
- Aromunen: 548
- Serben: 390
- Roma: 287
- Andere: 279

Die gesamte Gemeinde von Bitola, welche neben der Stadt noch 65 Dörfer umfasst, hatte eine Bevölkerung von 86.528 Einwohnern (2002).

## Geschichte

### Name
Erstmals als Bitola wird der Ort in der Bitola-Inschrift erwähnt, in der Zar Iwan Wladislaw, (letzter Zar des Ersten Bulgarischen Reichs) die Fertigstellung der Festung von Bitola für das bulgarische Volk verkündet. Dort steht in Altbulgarisch die Form Битола geschrieben. Bis zur Eroberung durch die Osmanen im Jahr 1395 herrschte vornehmlich diese Namensform der Stadt vor. Das Mazedonische und Bulgarische gebrauchen diese Form bis heute. Auch das Aromunische orientiert sich mit ihrer Schreibweise Bitule an den mittelalterlichen Namen. Die Osmanen benannten dann im 14. Jahrhundert die Stadt in Manastır um, was auf Türkisch „Kloster“ bedeutet, welches sich wiederum vom gleichbedeutenden Mittelgriechischen Μοναστήρι Monastíri ableitet.

### Antike: Illyrer und Makedonier
Die Region wurde erstmals in der Antike von den Illyrern bewohnt. Danach eroberten die antiken Makedonen die Region.
Südlich der heutigen Stadt lag das antike Heracleia Lyncestis (griechisch Ηράκλεια Λυγκηστίς Herákleia Lynkestís), von der in den letzten Jahrzehnten bedeutende Teile ausgegraben wurden. In römischer Zeit war Heracleia eine wichtige Station an der Via Egnatia und Vorort der Landschaft Lynkestis. Bereits im 4. und 5. Jahrhundert war die Stadt Bischofssitz, und seine Metropoliten sind als Teilnehmer an den ökumenischen Konzilien bezeugt. Infolge der Slawischen Landnahme ab dem 7. Jahrhundert wurde die Region mehrmals geplündert.

### Mittelalter: Einwanderung der Slawen, Kriege zwischen Byzanz und Bulgaren
Um 680 ließ sich der protobulgarische Fürst Kuwer mit Teilen der Sermesianoi (Nachfahren der römischen Provinzialbevölkerung von Pannonien) und den von den Awaren 626 verschleppten in Pannonien angesiedelten römischen Gefangenen nach einer erfolglosen Belagerung Thessalonikis (682–684) und einem Vertrag mit dem byzantinischen Kaiser Konstantin IV. im Gebiet von Bitola nieder, das zum byzantinischen Thema Thessalonike gehörte. Hier errichtete Kuwer 680 ein Khaganat, das auch den Namen Bulgarien trug. Die Bezeichnung dieses Reiches als Westbulgarisches Reich ist jedoch umstritten.
Um 814, während der Herrschaft Krums wurde die Region um Bitola Teil des Ersten Bulgarenreichs. Zwischen 1016 und 1018 war Bitola bulgarische Hauptstadt. 1018 eroberten die Byzantiner die Region zurück und gliederten sie in das Thema Bulgaria ein.

### Zeit unter den Osmanen: regionales politisches und wirtschaftliches Zentrum
1395 marschierten die Osmanen in die Stadt und verleibten sie ihrem Reich ein. Manastır wurde zu einem ihrer wichtigsten Verwaltungs- und Handelszentren auf dem europäischen Teil des Sultanats ausgebaut. Die osmanische Regierung gründete hier eine Militärakademie, deren berühmtester Schüler Mustafa Kemal Atatürk war. Im Laufe des 19. Jahrhunderts richteten die meisten europäischen Großmächte konsularische Vertretungen in Bitola ein, die bis heute bestehen.

### 19. und frühes 20. Jahrhundert: Aufstieg des Nationalismus

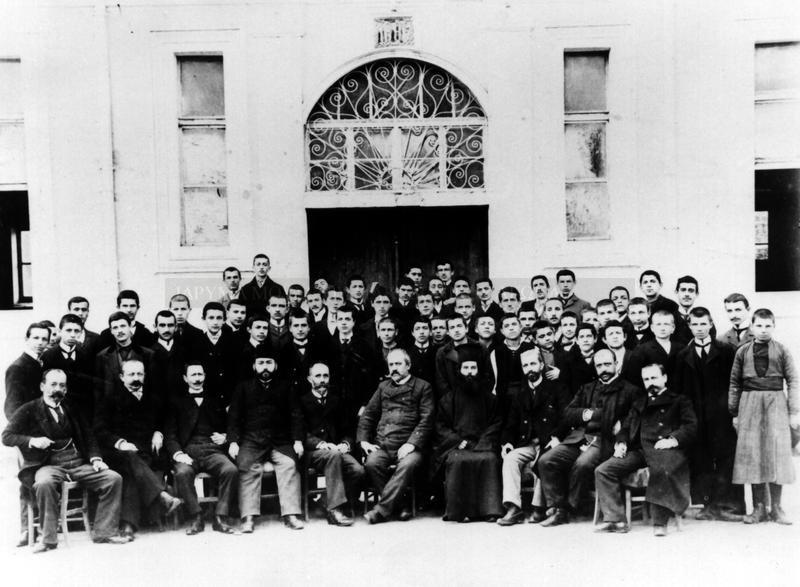
Griechisches Gymnasium

Am 26. August 1830 rief der Oberbefehlshaber der Osmanischen Armee und Großwesir, Reşid Mehmed Pascha, in Monastir alle südalbanischen Großgrundbesitzer (Beys) ein, um sie angeblich für ihre Verdienste beim Osmanischen Reich zu belohnen. Doch in Wirklichkeit wurden etwa 500 von ihnen massakriert. Diese Tat wurde aufgrund des wachsenden Nationalismus auf dem Balkan (hier der albanische) begangen. Der Sultan versuchte so, seine Macht zu stärken.

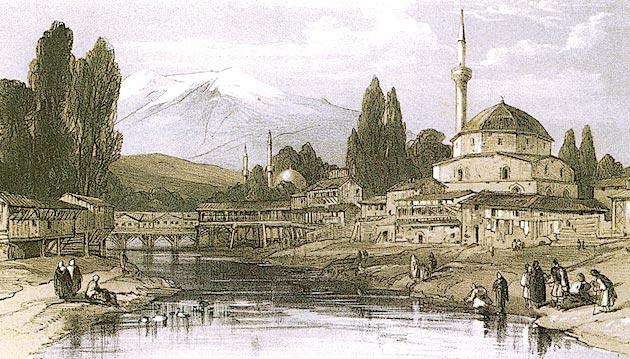
Ansicht von Manastır, Aquarell von Edward Lear, 19. Jahrhundert

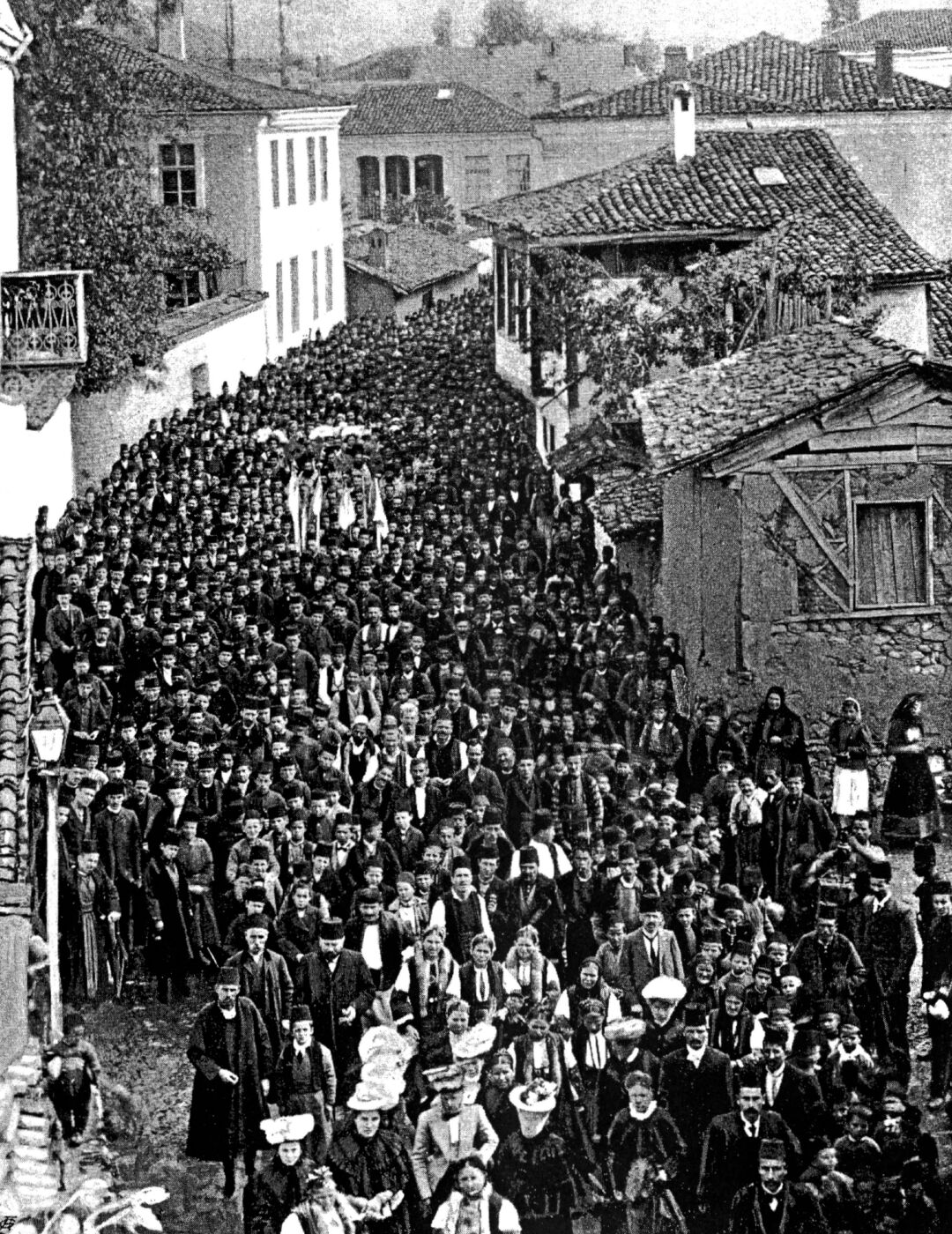
Bulgarisch-orthodoxe Prozession im Jahr 1902, anlässlich der Wahl des Exarchen Josef I.

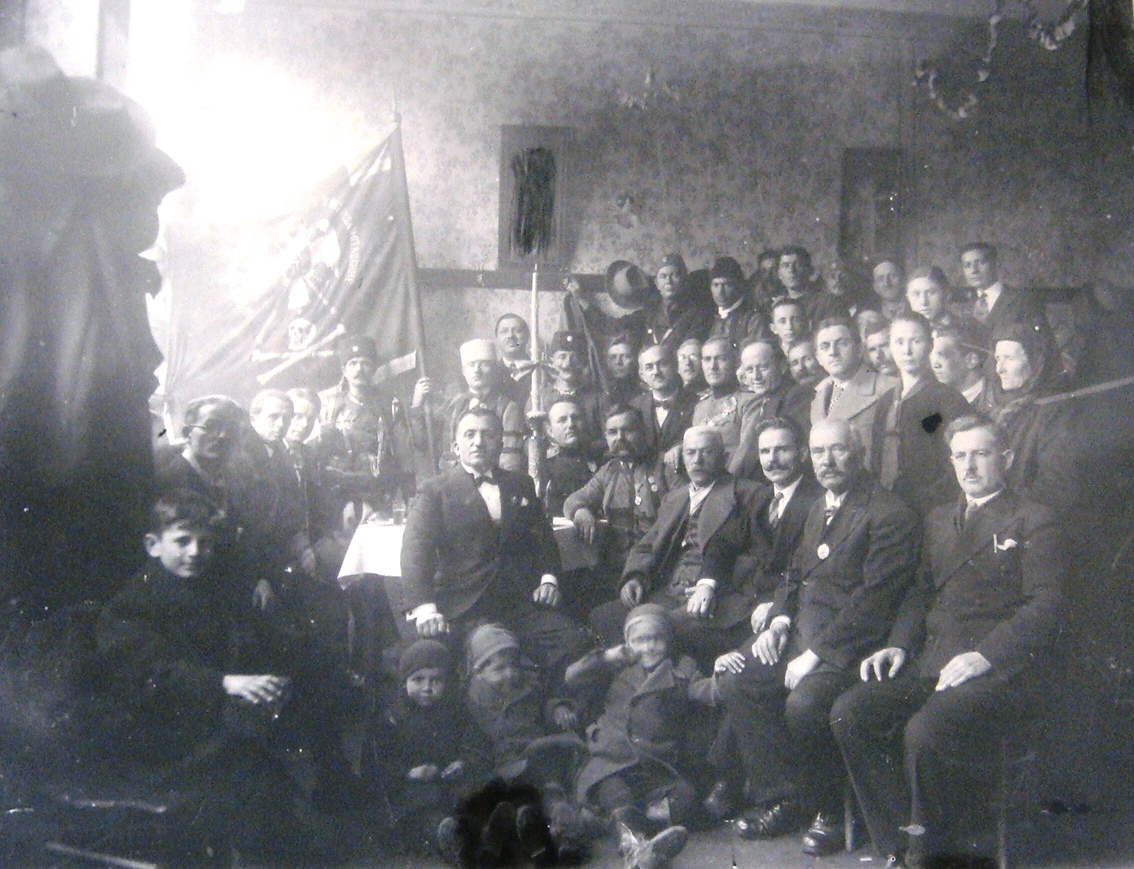
Vorstand der Chetnik Association for Freedom

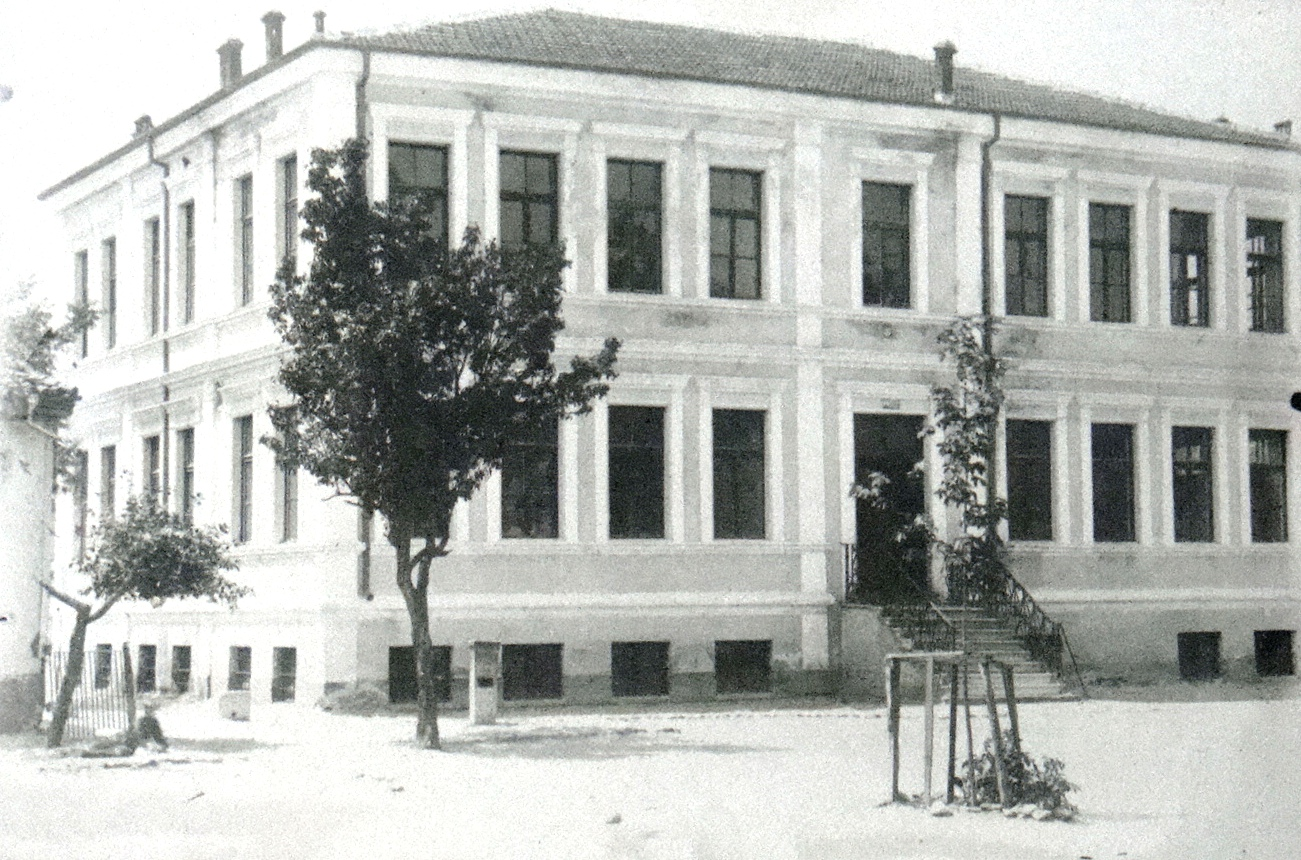
Kliment Ohridski Grundschule

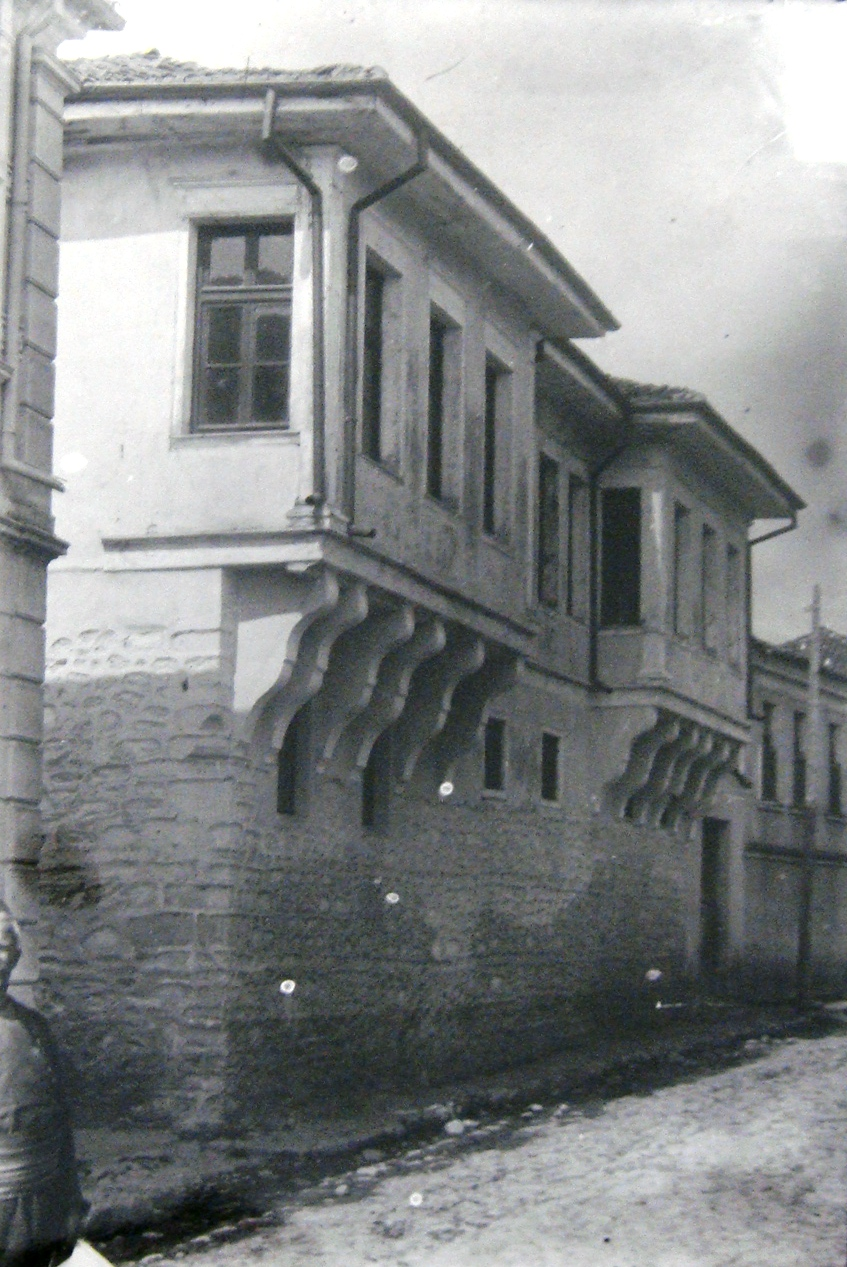
Türkisches Gymnasium

Im Zuge der Tanzimat-Reformen von 1856 konnte sich in den 1860er Jahren eine bulgarische Kirchengemeinde bilden. Der Konflikt für eine vom griechisch geprägten ökumenischen Patriarchat von Konstantinopel unabhängige bulgarische Kirche spitzte sich zu, als die bulgarische Gemeinde Bitolas die Kirche „Heilige Nedelja“ (geweiht 1863) und eine dazugehörige Klosterschule stiftete. Nach der Errichtung des Bulgarischen Exarchat wurde hier eine vierklassige Mädchenschule errichtet. Das Volkstheater, das ebenfalls im 19. Jahrhundert erbaut wurde, ist heute das älteste Theater Mazedoniens. 1894 erhielt die Stadt eine Eisenbahnverbindung nach Thessaloniki. 1903 war Bitola Zentrum des makedonischen Ilinden-Aufstandes, der gegen die osmanische Herrschaft gerichtet war.
1908 fand in Bitola der Kongress von Monastir statt, bei dem sich albanische Intellektuelle für den ausschließlichen Gebrauch der lateinischen Schrift entschieden. Daher wird in poetischen Kreisen der Albaner Bitola auch als Qyteti i Alfabetit genannt, zu deutsch „Stadt des Alphabets“.
1910 wurde durch die Jungtürken im Osmanischen Reich eine Volkszählung durchgeführt. Demnach lebten in Bitola 6.435 Juden.
Nach dem Ersten Balkankrieg fiel Bitola Mitte November 1912 in der Schlacht von Monastir an Serbien.

### Weltkriege
Im Ersten Weltkrieg wurde Bitola, Ende 1915, von Bulgarien erobert. Vorsitzender der bulgarischen Kommission zur Verwaltung der Region Bitola in dieser Zeit wurde Gjortsche Petrow. In den nachfolgenden Monaten wurde in der Gegend von Bitola mehrfach gekämpft, denn zeitweise verlief hier die Salonikifront. Auf Seiten der Entente standen französische und serbische Truppen, von den Mittelmächten waren Deutsche, Österreicher und Bulgaren beteiligt. Mit der Bitola Offensive Ende 1916, wurde die Stadt von der Entente erobert.
Bis zum Zweiten Weltkrieg gehörte Bitola zum Königreich Jugoslawien, zwischen 1941 und 1944 besetzte Bulgarien die Stadt, und nach dem Krieg gehörte sie zur neu errichteten jugoslawischen Teilrepublik Mazedonien.

### Nach dem Zweiten Weltkrieg: Jugoslawien und Konflikt 2001
Während der Zeit Jugoslawiens schritt in Bitola die Industrialisierung voran; es entstanden zahlreiche Fabriken, Bergwerke in der Umgebung und die Landwirtschaft wurde stark mechanisiert. Für die Föderative Bundesrepublik Jugoslawien war Bitola die südlichste und größte Stadt des Staatsgebiets und daher von strategischer Bedeutung.
Als im Jahr 2001 in Nord- und Nordwestmazedonien der Albanische Aufstand ausbrach, wurde auch Bitola in die Wirren des Konflikts hineingezogen. Am 28. April des Jahres verübten Rebellen der UÇK das Massaker von Vejce (im Šar-Planina-Gebirge nordwestlich von Tetovo), wobei 8 mazedonische Soldaten in einen Hinterhalt gerieten und anschließend brutal ermordet wurden. Vier der Soldaten waren aus Bitola und, nachdem diese am 1. Mai 2001 in der Stadt beerdigt wurden, stürmten ethnische Mazedonier albanische Geschäfte und Häuser in Bitola und setzten diese in Brand. Auch zwei Moscheen wurden beschädigt. Am 5. und 6. Juni kam es wieder zu schweren Ausschreitungen gegen Albaner in der Stadt. Infolgedessen verließen beinahe alle albanischen Bewohner Bitola, die nach dem Ende des Pogroms wieder zurückkehrten.

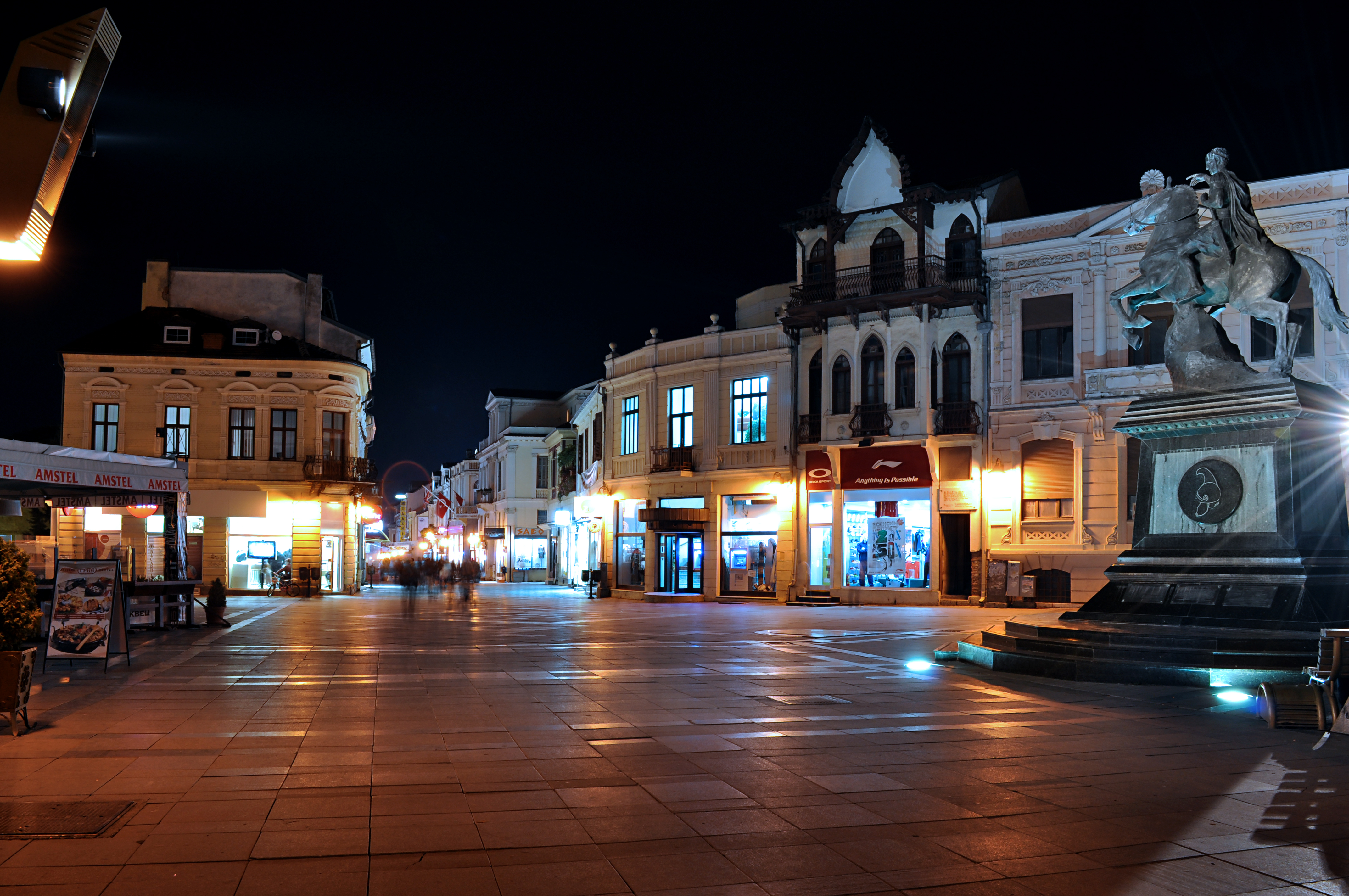
Platz in Bitola (2013)

Bei verheerenden Waldbränden im Juli 2007 wurde eine Person getötet und mehrere verletzt. Einige Häuser im Stadtteil Bair wurden durch die Flammen vernichtet. Das Feuer wütete mehrere Tage und wurde durch explodierende Bomben aus dem Ersten Weltkrieg immer wieder verstärkt.

## Kultur und Sehenswürdigkeiten

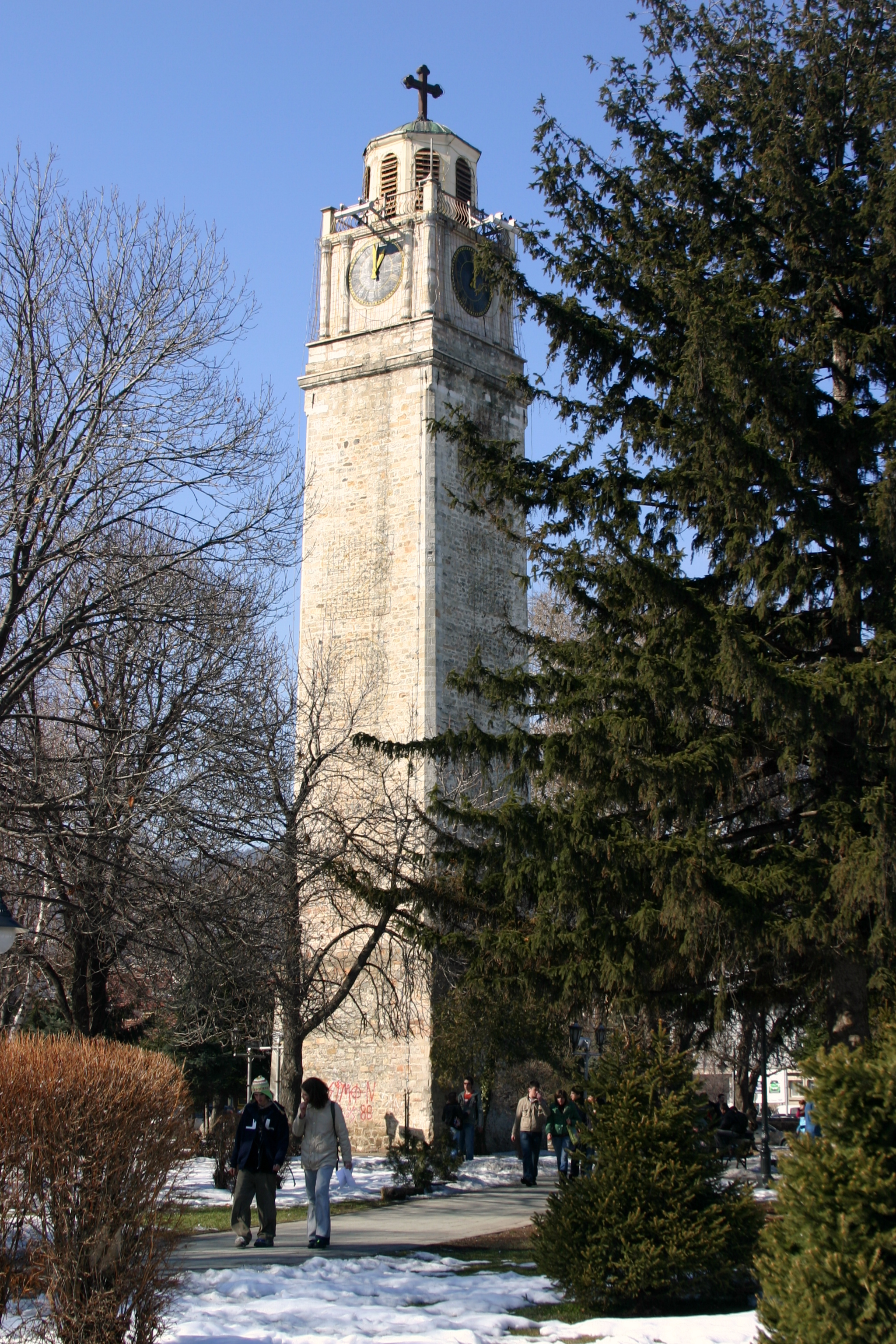
Nordwestansicht des Uhrturmes (2006)

Bitola ist weiters ein wichtiges Handels- und Industriezentrum sowie ein bedeutender Bildungsstandort in Nordmazedonien. Während der osmanischen Ära war der Ort (türkisch Manastır) eine wichtige Handelsstadt und ein islamisches Zentrum.
In Erinnerung an die Gebrüder Manaki aus Bitola, die in der Zeit vor dem Ersten Weltkrieg zu den Filmpionieren des Balkans gehörten, findet jährlich ein internationales Film-Festival statt, das Manaki Brothers Film Festival.
Ilindenski Denovi („Ilinden-Tage“) ist ein seit 1971 ausgetragenes Festival für Volkstänze und Lieder. Dieses Festival findet jedes Jahr im Zeitraum vom 29. Juli bis zum Nationalfeiertag am 2. August (Ilinden) statt. Es treten Folkloregruppen aus ganz Nordmazedonien auf, aber auch Gruppen aus anderen Staaten (Japan, Deutschland, Bulgarien, Serbien, Türkei und weitere) präsentieren ihre nationalen Kulturen.
Das Stadtmuseum beherbergt eine Vielzahl an historischen Artefakten aus der Region, wie beispielsweise die Bitola-Inschrift. Daneben zeigt das Museum des Alphabets der albanischen Sprache eine Vielzahl an historischen Dokumenten und Artefakten mit Bezug auf den Kongress von Monastir.
Die Innenstadt wird durch historische Bauten aus der Zeit der osmanischen Ära geprägt. Neben den vielen Moscheen gibt es in Bitola eine Reihe orthodoxer Kirchen sowie die katholische Konkathedrale des Heiligen Herzens. Aus der osmanischen Ära sind noch der überdachte Markt (Besistan), die Isak-Moschee, die Weiße Moschee, die Jeni-Moschee und die Jahdar-Kadi-Moschee erhalten geblieben. Diese Bauwerke wurden im 16. Jahrhundert errichtet. Die Jahdar-Kadi-Moschee wurde von Sinan, dem berühmtesten osmanischen Architekten jener Epoche errichtet.
Das Wahrzeichen der Stadt ist der Uhrturm.
Der Sirok Sokak oder Korzo ist die zentrale Einkaufsstraße (Flaniermeile) von Bitola. Sie ist von den ältesten Bauwerken der Stadt gesäumt.

## Wirtschaft
Bitola ist der wichtigste Standort der nordmazedonischen Energiewirtschaft. 80 % der benötigten Elektrizität Nordmazedoniens werden im Kohlekraftwerk REK Bitola produziert. Die größte Talsperre Nordmazedoniens, Streževo, befindet sich nordwestlich der Stadt und versorgt Bitola und die Umgebung mit Trinkwasser. Zahlreiche Textilunternehmen und der größte Produzent Nordmazedoniens von Milchprodukten, Industriska Mlekara Bitola IMB, sind in der Stadt ansässig. Bitolska Pivara ist eine der ältesten Brauereien im Land.
Jährlich findet eine regionale Messe für Handwerk, Landwirtschaft und Tourismus statt. Dort präsentieren sich neben Unternehmen aus der Stadt und den Nachbargemeinden auch Unternehmen aus den angrenzenden Regionen in Griechenland und Albanien. Seit den 1990er Jahren ist die Region um Bitola für griechische Investitionen bekannt.
Südlich, an der M5 nahe dem Dorf Žabeni, entsteht eine neue Industriezone. Sie ist nur 5 km von der Grenze zu Griechenland entfernt und wird sich über eine Fläche von 85 ha erstrecken. Zurzeit ist die Planung für die Infrastruktur der Industriezone in Arbeit.

## Verkehr
Bitola hat einen Bahnhof an der Bahnstrecke Veles–Kremenica. Von hier verkehren mehrmals täglich Züge der Nordmazedonischen Eisenbahn nach Skopje. Die Verbindung ins griechische Florina wurde im Personenverkehr 1991, im Güterverkehr danach eingestellt. Die Strecke wurde zwischen 2015 und 2019 saniert, der Verkehr danach aber noch nicht wieder aufgenommen.
In Bitola ist das Busunternehmen Transkop ansässig. Es unterhält sowohl innerstädtische Linien als auch Verbindungen nach Skopje, Ohrid und Strumica. Internationale Verbindungen gibt es nach Belgrad, einigen deutschen Städten und Wien.

## Medien
TERA, Orbis und Medi sind Rundfunksender, die ihren Sitz in Bitola haben. Es erscheint eine regionale Wochenzeitung, Bitolski Vesnik. Daneben gibt es einige lokale Radiosender. Die bekanntesten sind Radio Bitola und Radio Bombarder.

## Städtepartnerschaften
Bitola unterhält mit folgenden 15 Städten Verbindungen:
| - Épinal, Frankreich, seit 1975 - Kranj, Slowenien, seit 1976 - Požarevac, Serbien, seit 1976 - Trelleborg, Schweden, seit 1981 - Rockdale, New South Wales, Australien, seit 1985 - Bursa, Türkei, seit 1995 - Plewen, Bulgarien, seit 1999 - Puschkin, Russland, seit 2005 | - Stari Grad (Belgrad), Serbien, seit 2006 - Innere Stadt (Wien), Österreich, seit 2006 - Weliko Tarnowo, Bulgarien, seit 2006 - Krementschuk, Ukraine, seit 2006 - Nischni Nowgorod, Russland, seit 2008 - Rijeka, Kroatien, seit 2011 - Ningbo, China, seit 2014 |

## Söhne und Töchter der Stadt
- Dimitar Rizoff (1862–1918), bulgarischer Revolutionär, Publizist, Politiker, Journalist und Diplomat
- Nikola Genadiew (1868–1923), Politiker
- Hafız Hakkı Pascha (1879–1915), General
- Tahsin Yazıcı (1892–1970), General
- Alexander Walkanow (1904–1972), bulgarischer Zoologe
- Fanula Papazoglu (1917–2001), Historikerin
- Nexhmije Hoxha (1921–2020), Politikerin, Witwe des albanischen Diktators Enver Hoxha
- Gonxhe Manaku (1921–2012), orthodoxe albanische Volkssängerin
- Miljan Miljanić (1930–2012), Fußballtrainer
- Vlado Kambovski (* 1948), Kriminologe und Politiker
- Gjoko Hadžievski (* 1955), Fußballspieler und -trainer
- Nada Boškovska (* 1959), Schweizer Historikerin und von 2003 bis 2024 Professorin für Osteuropäische Geschichte an der Universität Zürich
- Zoran Konjanovski (* 1967), Politiker
- Partenij Antaniski (* 1970), Geistlicher, Bischof der Mazedonisch-Orthodoxen Kirche-Erzbistum Ohrid
- Toni Mičevski (* 1970), Fußballspieler
- Nataša Petrovska (* 1971), Politikerin (SDSM), Bürgermeisterin von Bitola
- Nikolče Noveski (* 1979), Fußballspieler
- Karolina Gočeva (* 1980), Popsängerin
- Kire Ristevski (* 1990), Fußballspieler
- Stefan Spirovski (* 1990), Fußballspieler
- Simona Madžovska (* 1993), Handballspielerin
- Filip Kuzmanovski (* 1996), Handballspieler
- Anel Selimoski (* 2001), Fußballspieler